# Dècada del 1440
La dècada del 1440 comprèn el període que va des de l'1 de gener del 1440 fins al 31 de desembre del 1449.

## Esdeveniments
- 1443-1444: croada de Varna.[1]

## Personatges destacats
- Johannes Gutenberg.[2]